# Gian Galeazzo Sforza
Gian Galeazzo Sforza (ur. 20 czerwca 1469, zm. 21 października 1494) – książę Mediolanu w latach 1476–1494 z dynastii Sforzów.
Syn Galeazza Marii Sforzy i Bony Sabaudzkiej. Starszy brat Bianki Marii Sforzy, cesarzowej niemieckiej. Dziad króla Polski Zygmunta II Augusta.

## Życiorys
W 1476, gdy miał 7 lat, jego ojciec został zamordowany. Gian Galeazzo został księciem Mediolanu, jednakże wobec jego małoletności faktyczną władzę w państwie sprawował jego stryj Ludwik Sforza.
W 1488 poślubił Izabelę Aragońską. Z małżeństwa pochodziło czworo dzieci:
- Francesco (1491–1512),
- Ippolita (1493–1501),
- Bona (1494–1557) – królowa polska,
- Bianca Maria (1495–1496).